# Obila
Obila là một chi bướm đêm thuộc họ Geometridae.

## Các loài
- Obila abbreviata
- Obila albifasciata
- Obila anguinata
- Obila aristata
- Obila artificata
- Obila balteolata
- Obila bowreyi
- Obila catocalaria (Walker, [1866])
- Obila celerata
- Obila chama
- Obila cometes
- Obila decertaria
- Obila defensata
- Obila delineata
- Obila diffusata
- Obila dispar
- Obila divulsata
- Obila dominatria
- Obila emanata
- Obila floccosaria
- Obila inangulata
- Obila latemaculata
- Obila pannosata
- Obila paularia
- Obila praecuraria
- Obila rufomarginata
- Obila ruptiferata
- Obila simpliciata
- Obila tabascana
- Obila umbrinata
- Obila velutina
- Obila xantholiva